# Szeplőtelen fogantatás templom (Fót)
A szeplőtelen fogantatás templom Fót egyik legismertebb nevezetessége. Ybl Miklós tervei alapján, romantikus stílusban épült 1845 és 1855 között. A budapesti Vigadó mellett a magyar romantikus építészet legjelentősebb alkotása, műemlék.
A templom alaprajzi elrendezése (a háromhajós bazilikális elrendezés, a főhajónál rövidebb egyenes záródású két mellékhajó, a kripta feletti emelt szentély) német román kori templomokra emlékeztet.

## Története
1845-ben gróf Károlyi István földesúr elhatározta, hogy családi temetkezőhelyül is szolgáló templomot építtet. A tervek elkészítésére a még pályája elején álló Ybl Miklóst kérte fel, aki először az itt állt egyhajós, egytornyú barokk templom átalakítását, bővítését tervezte, de végül azt lebontották és új templomot építettek.
Az 1845-ben megkezdett építkezés az 1848-as szabadságharc alatt, és utána, 1850-ig, a gróf fogságának idején szünetelt. A templomot 1855. december 8-án, a szeplőtelen fogantatás-dogma kihirdetésének első évfordulóján áldották meg.

## Leírása
A templom rondellaszerű, kiszélesedő kőkorlátos téren áll, kétoldalt szimmetrikusan a plébánia és az iskola épülete keretezi.
A négytornyos, háromhajós, téglalap alaprajzú, félköríves szentéllyel záródó monumentális építmény két, egymás fölé épített templomból áll. A homlokzatot a Szeplőtlen Szűz 3 méter magas szobra díszíti. A félköríves oszlopbélletes bejárathoz magas lépcsősor vezet. A kapu fölötti félköríves timpanonban látható dombormű a három királyok hódolatát mutatja. A bejárat két oldalán Szent István és Szent László királyok szobra áll.
A középső hajót kazettás mennyezet és aranyozott gerendázat fedi. A freskókkal díszített szentélybe márványlépcső vezet. A főoltár mögötti festményen Szeplőtlen Szűz Mária látható. A bal mellékhajó mellékoltárának képe a sárkánnyal viaskodó Szent Györgyöt, a jobb oldali Szent Franciskát ábrázolja. A hagyomány szerint az utóbbin gróf Károlyi Istvánt és családját örökítette meg a festő, Karl von Blaas.
Az altemplom sírkápolnájában Károlyi Istvánnak és családtagjainak sírhelye található. A szentélyében álló fekete márványoltárt Gaetano Bianchini különleges márványberakásos intarziája díszíti. Ez a templom művészileg legértékesebb alkotása.
A jobboldali torony alatti kápolnában őrzik Szent Lucentius vértanú ereklyéjét, amit IX. Piusz pápa ajándékozott a templomnak, ezzel jutalmazva Károlyi István gróf nagy áldozatát a hitért és a művészetekért.

## Az orgona
Károlyi gróf a templom orgonáját a kor egyik leghíresebb orgonaépítőjétől, az osztrák Ludwig Moosertől rendelte meg. A hangszer alkotóelemei hét másik (köztük az esztergomi bazilika részére építendő) orgona alkatrészeivel együtt vízi úton érkeztek Salzburgból. A hajó 1854. szeptember 20-án kötött ki Esztergomban, onnan a küldeményt a gróf kocsijai fuvarozták el Fótra.
A hangszert maga Ludwig Mooser állította fel, a kétmanuálos, pedálos, 16 regiszteres orgona első ízben 1854. december 17-én szólalt meg. Prospektje (homlokzata) Ybl Miklós tervei alapján készült, ez az első olyan orgona Magyarországon, melynek szekrényét építész tervezte. Nem egészen két évvel később, az esztergomi bazilika felszentelése után egy héttel Liszt Ferenc a Károlyi családnál vendégeskedett. Ekkor kipróbálta az orgonát is, melyről dicsérő szavakkal nyilatkozott.
Az orgonát 1973-ban a Fővárosi Művészi Kézműipari Vállalat orgonaüzeme Pécsi Sebestyén tervei alapján újjáépítette és 22 változatúra növelte.
Az orgona eredeti diszpozíciója:
| I. manuál        | II. manuál   | Pedál             |
| ---------------- | ------------ | ----------------- |
| Gedackt 8'       | Praestant 8' | Prinzipalbass 16' |
| Salicet 8'       | Flöte 8'     | Subbass 16'       |
| Flûte d'amour 8' | Bourdon 8'   | Violon 16'        |
| Dolce 4'         | Aeoline 8'   |                   |
|                  | Octav 4'     |                   |
|                  | Flöte 4'     |                   |
|                  | Octav 2'     |                   |
|                  | Piccolo 2'   |                   |
|                  | Mixtur 3 sor |                   |

Manuál- és pedálkopula, manualforte

## Képgaléria

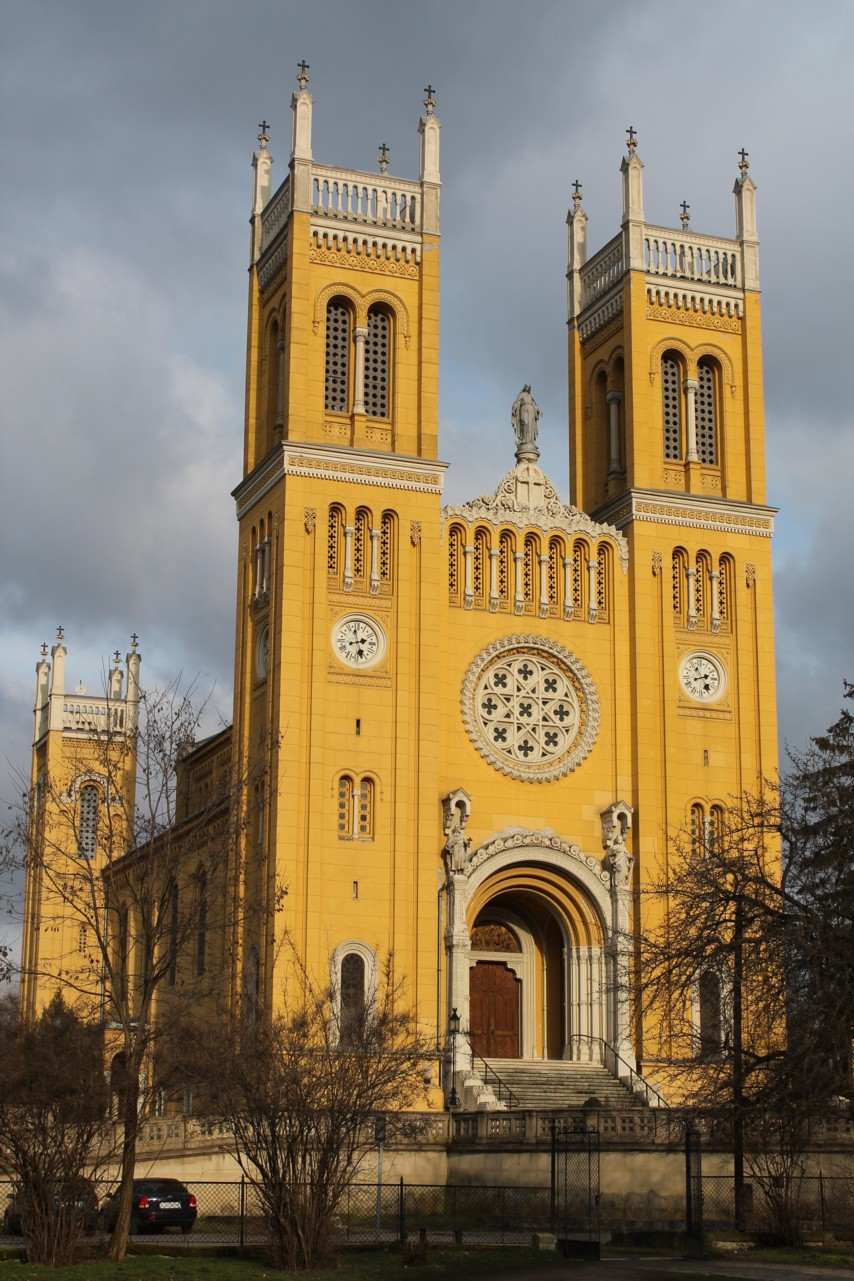
Látkép
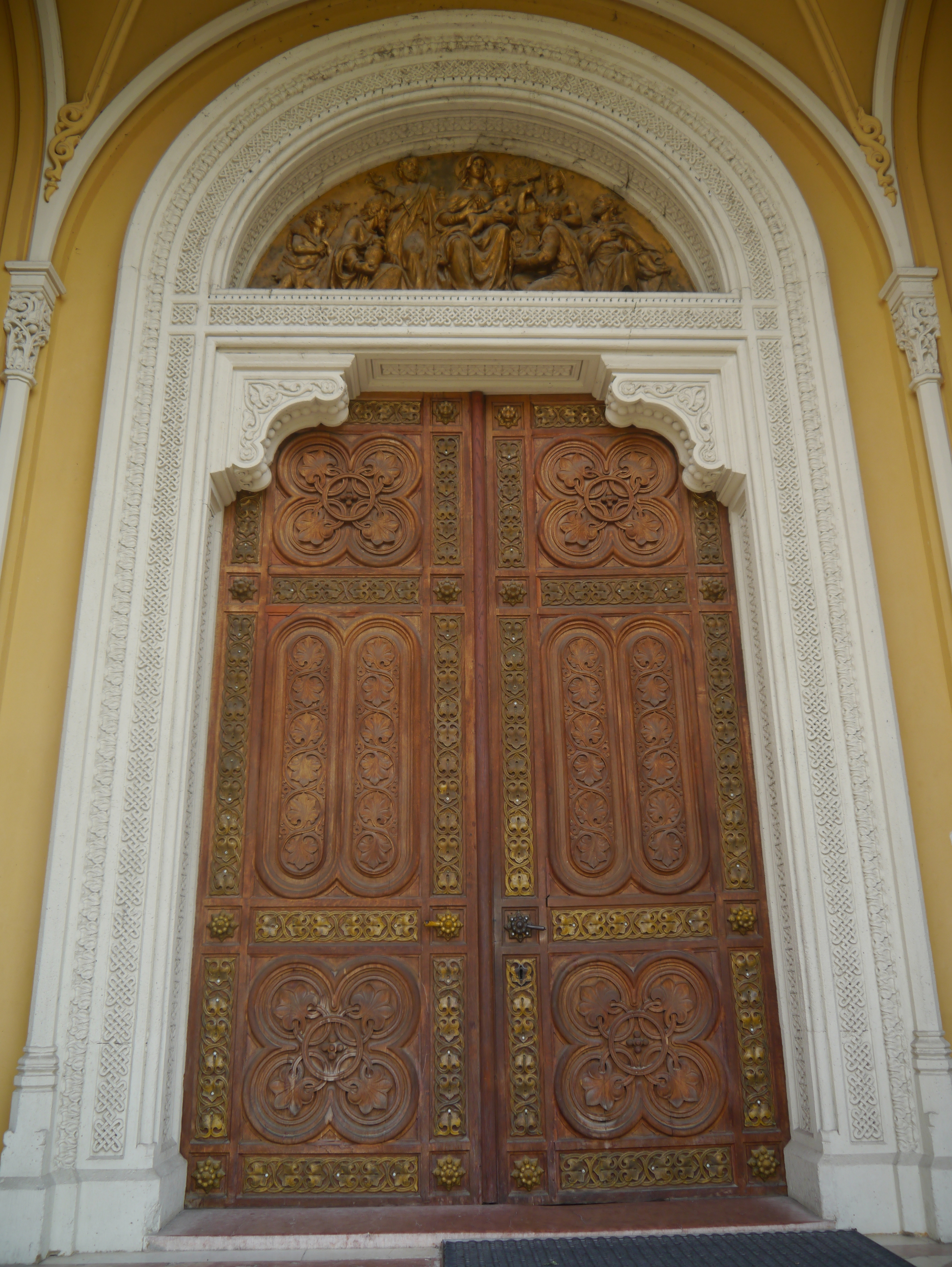
Bejárat
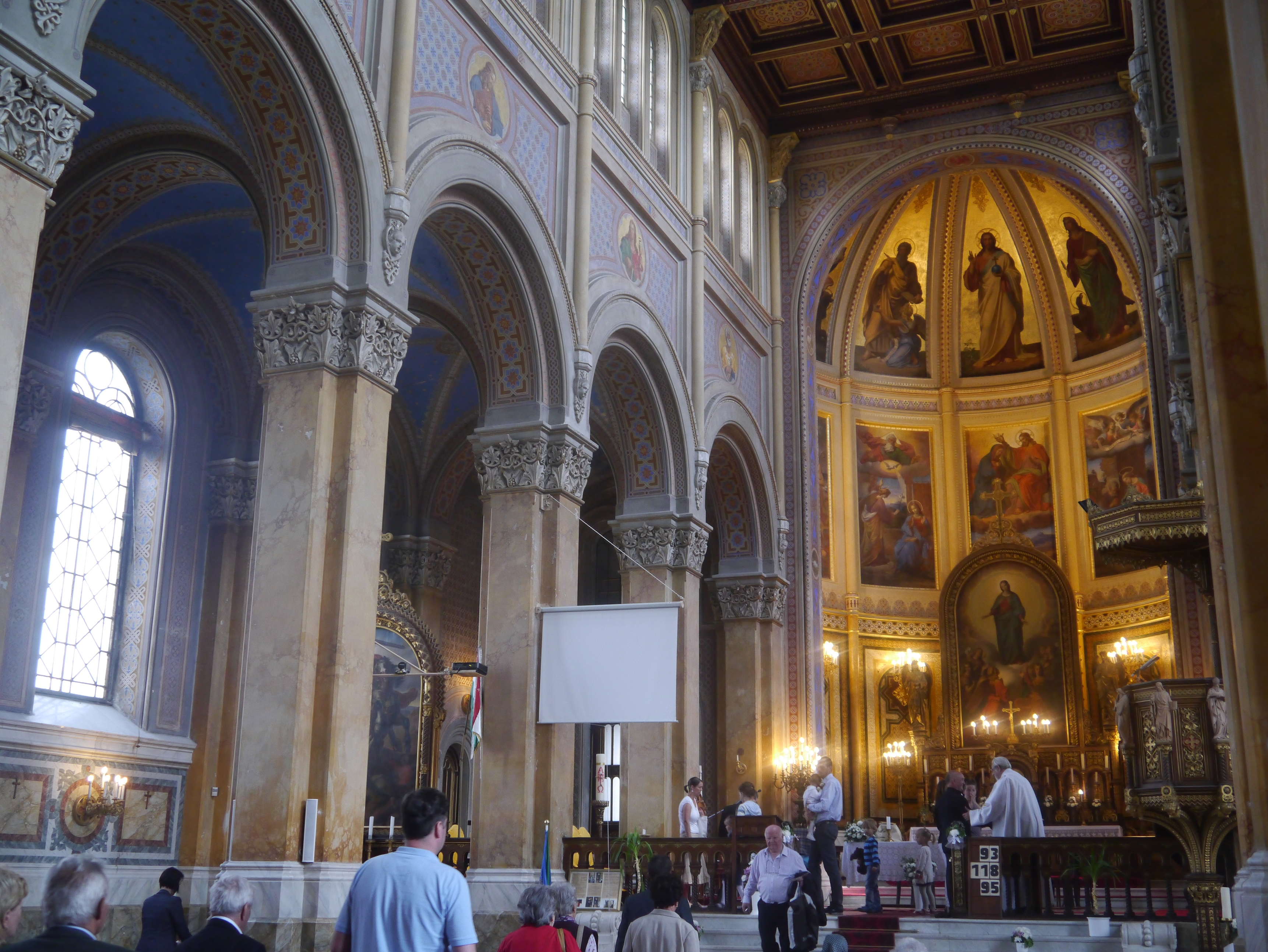
Főhajó és mellékhajó
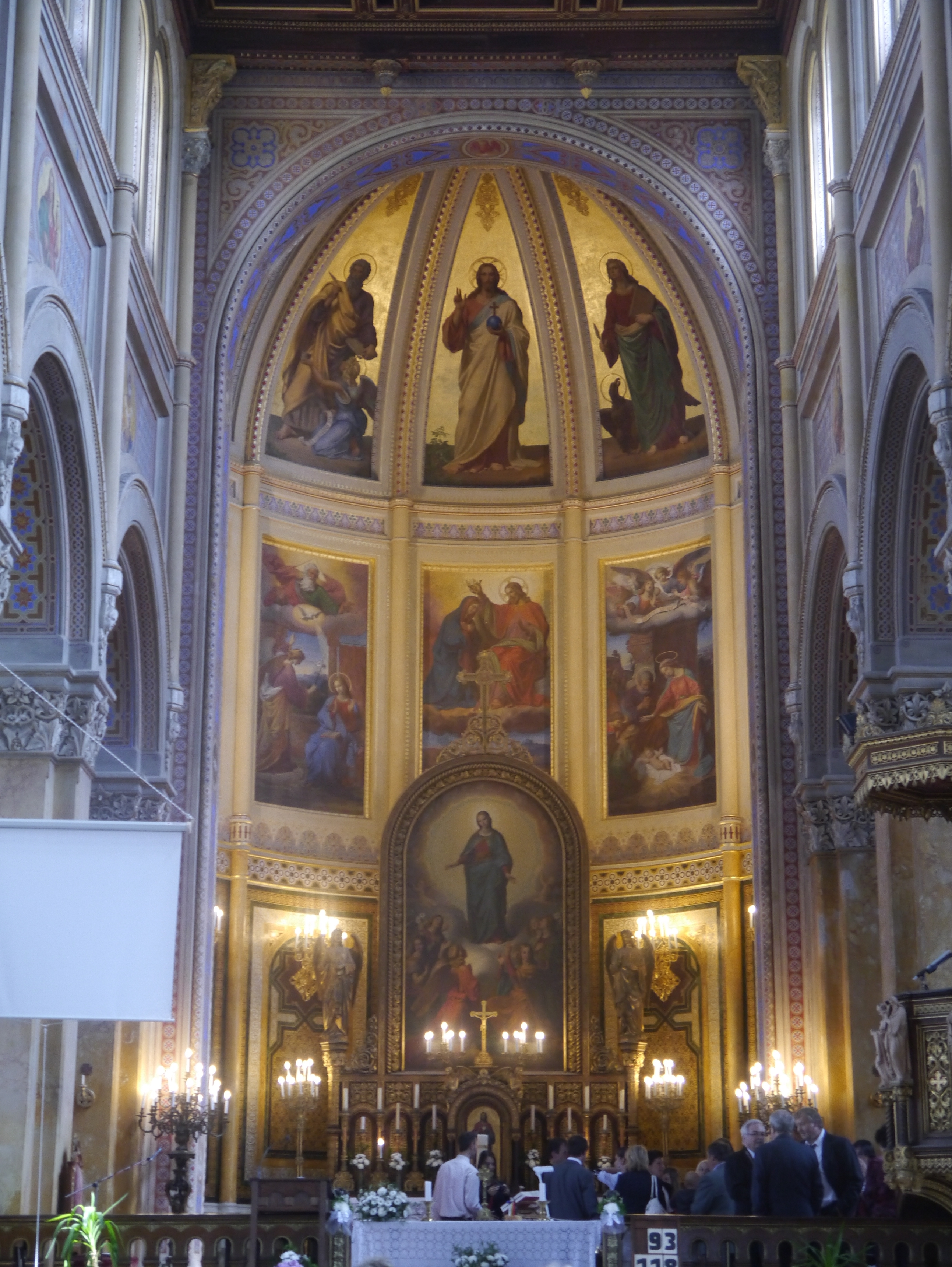
Szentély
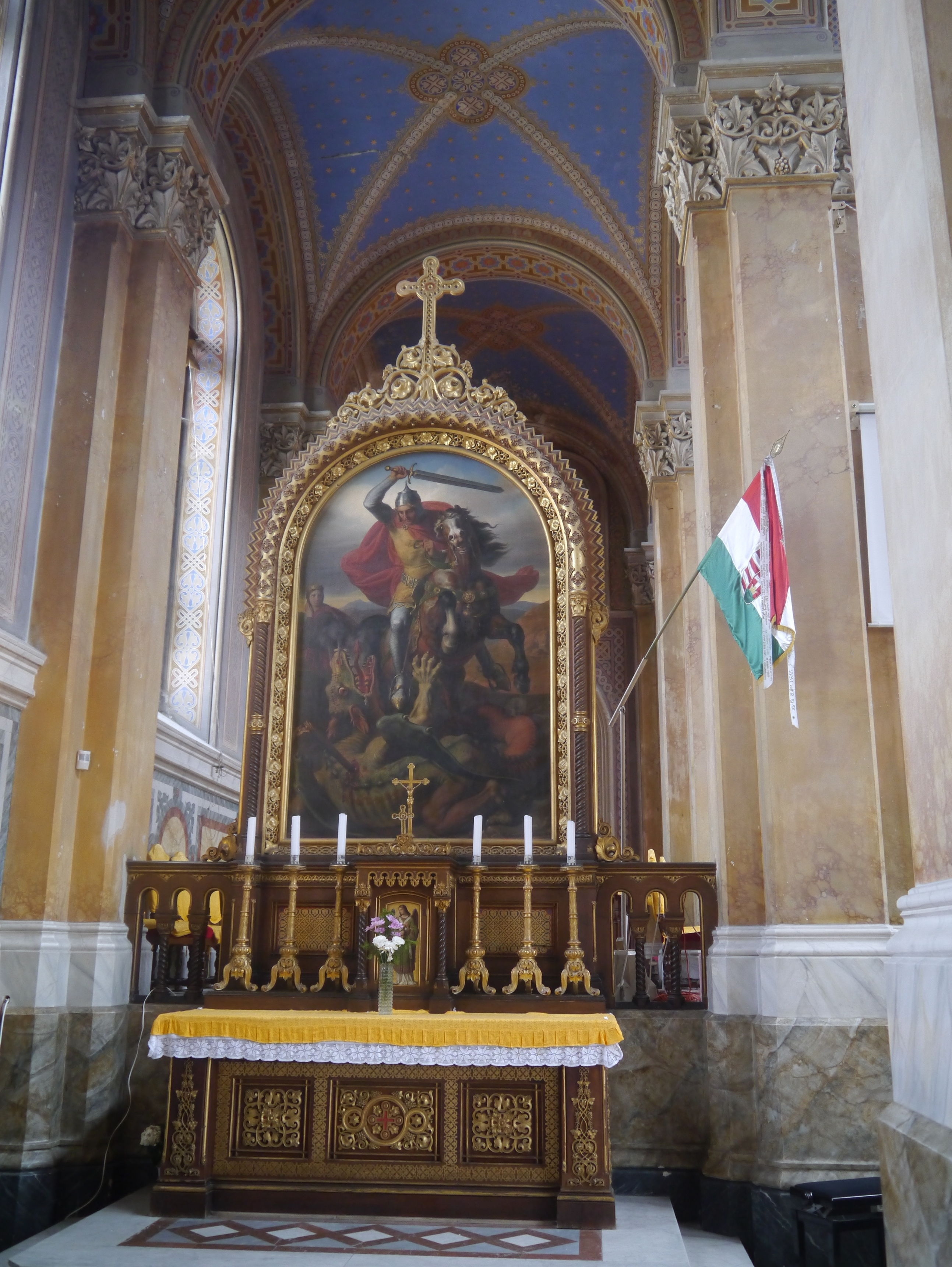
Szent György-mellékoltár
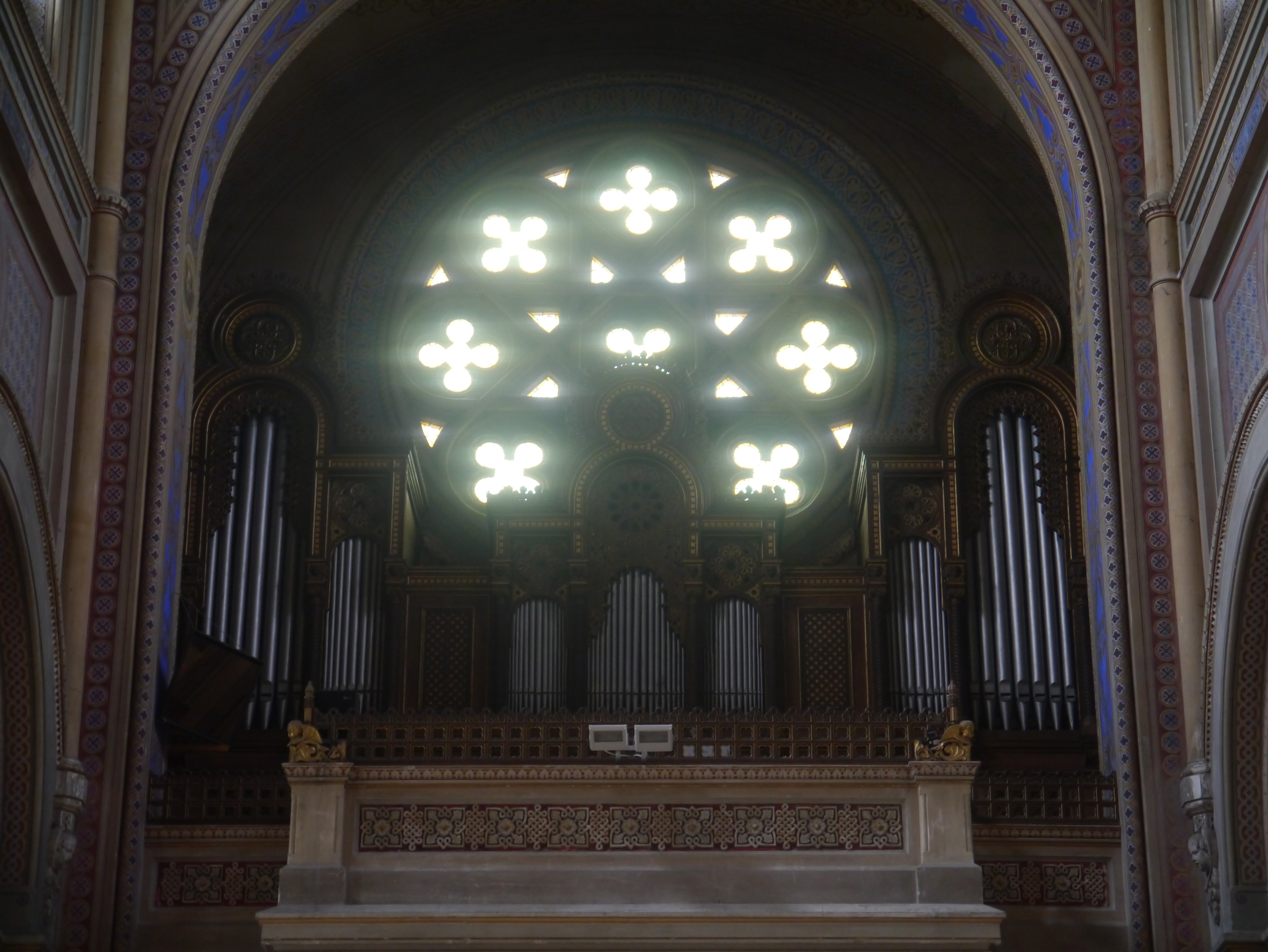
Orgona